# Giancarlo Guerrero
Giancarlo Guerrero (Managua, 14 marzo 1969) è un direttore d'orchestra costaricano.
È il direttore musicale della Nashville Symphony di Nashville, nel Tennessee. Guerrero è anche direttore musicale della Filarmonica di Breslavia presso il Forum nazionale della musica a Breslavia, in Polonia e direttore principale ospite dell'Orchestra Gulbenkian a Lisbona, Portogallo. In precedenza è stato direttore associato dell'Orchestra del Minnesota e direttore musicale della Eugene Symphony. Ha vinto sei Grammy Awards.

## Biografia

### Primi anni
Guerrero nacque a Managua, in Nicaragua. Emigrò in Costa Rica dove entrò nella Costa Rica Youth Symphony e alla Costa Rica National Symphony Orchestra. Si è diplomato presso la Baylor University, dove ha conseguito una laurea nel 1991 ed ha conseguito un master presso la Northwestern University.

### Carriera
Guerrero è stato direttore musicale della Táchira Symphony Orchestra in Venezuela. Dal 1999 al 2004 è stato direttore associato dell'Orchestra del Minnesota, dove ha fatto il suo debutto nel marzo 2000 alla guida della prima mondiale della Phantasmagoria on the Ghosts of Versailles di John Corigliano. È stato direttore musicale dell'Eugene Symphony dal 2001 al 2008. È diventato il settimo direttore musicale della Nashville Symphony all'inizio della stagione 2009-2010. È inoltre direttore principale ospite dell'Orchestra Gulbenkian di Lisbona. È direttore musicale della Filarmonica di Breslavia al National Forum of Music. Dal 2011 al 2016 è stato direttore principale ospite dell'Orchestra di Cleveland Miami Residency.
Come sostenitore della musica nuova e dei compositori contemporanei, Guerrero ha prestato la sua collaborazione e sostenuto le opere dei compositori americani, tra i quali John Adams, John Corigliano, Osvaldo Golijov, Roberto Sierra, Jennifer Higdon, Aaron Jay Kernis, Michael Daugherty e Roberto Sierra. La sua prima registrazione con la Nashville Symphony, su etichetta Naxos di Metropolis Symphony and Deux Ex Machina di Michael Daugherty, ha vinto tre Grammy Awards 2011, inclusa la categoria delle Miglior Interpretazione Orchestrale. Nel 2018 Guerrero ha vinto il suo sesto premio Grammy per la registrazione di un pezzo musicale di Jennifer Higdon.
Guerrero è apparso con le maggiori orchestre nordamericane, tra cui le orchestre sinfoniche di Baltimora, Boston, Cincinnati, Dallas, Detroit, Houston, Indianapolis, Milwaukee, Filadelfia, San Diego, Seattle, Toronto, Vancouver e la National Symphony Orchestra di Washington, DC; nonché in diversi importanti festival estivi, tra cui con la Los Angeles Philharmonic all'Hollywood Bowl, la Cleveland Orchestra al Blossom Music Festival ed al festival estivo dell'Orchestra della Università dell'Indiana. Ha lavorato con la Frankfurt Radio Symphony, Brussels Philharmonic, Deutsche Radio Philharmonie Saarbrücken Kaiserslautern, Orchestre Philharmonique de Radio France, Netherlands Philharmonic Orchestra, Residentie Orkest e la London Philharmonic Orchestra, nonché con l'Orquestra Sinfônica do Estado de São Paulo, in Brasile, la Queensland Symphony Orchestra e la Sydney Symphony in Australia. Guerrero ha diretto nuove produzioni di Carmen, La bohème e Rigoletto per la Opera lirica costaricana. In February 2008 ha dfiretto Ainadamar di Osvaldo Golijov  all'Adelaide Festival.
Nel giugno 2004 Guerrero è stato insignito del premio Helen M. Thompson dalla American Symphony Orchestra League, che riconosce risultati eccezionali tra i giovani direttori nazionali.

### Vita privata
Guerrero risiede a Brentwood, nel Tennessee, un sobborgo di Nashville, con sua moglie Shirley e le loro due figlie.

## Premi
Giancarlo Guerrero ha vinto sei Grammy Awards nella sua carriera:
- 2011: Premio Grammy per la migliore performance orchestrale per Daugherty: Metropolis Symphony; Deus Ex Machina
- 2012: Grammy Award for Best Instrumental Soloist Performance per Schwantner: Concerto for Percussion & Orchestra (con la Nashville Symphony Orchestra ed il solista Christopher Lamb)
- 2015: Grammy Award for Best Classical Compendium per Paulus: Three Places Of Enlightenment; Veil Of Tears & Grand Concerto (con la Nashville Symphony Orchestra)
- 2016: Grammy Award for Best Classical Compendium e Grammy Award for Best Instrumental Soloist Performance per Daugherty: Tales of Hemingway (con la Nashville Symphony Orchestra ed il solista Zuill Bailey)
- 2017: Grammy Award for Best Classical Compendium per Higdon: All Things Majestic (con la Nashville Symphony Orchestra)